# Ecnomiohyla thysanota
Ecnomiohyla thysanota là một loài ếch thuộc họ Nhái bén.
Loài này có ở Panama và có thể cả Colombia.
Môi trường sống tự nhiên của chúng là vùng núi ẩm nhiệt đới hoặc cận nhiệt đới, sông ngòi, đầm nước ngọt, và đầm nước ngọt có nước theo mùa.